# Список маяков Испании
Ниже представлен список маяков Испании. В целях разумности охвата в него включены только маяки высотой более 30 метров (таковых насчитывается двадцать семь). Деятельность маяков Испании регулируется законом «О государственных портах и торговом флоте» от 30 декабря 1997 года. В 2017 году в стране насчитывалось 187 функционирующих маяков.

## Список
Сортировка — по убыванию высоты.
| Название            | Местонахождение                                                            | Фото | Высота башни, м | Высота огня над уровнем моря, м | Год начала работы | Комментарии, ссылки |
| ------------------- | -------------------------------------------------------------------------- | ---- | --------------- | ------------------------------- | ----------------- | --- |
| Чипионский маяк     | Андалусия, Кадис, Чипиона                                                  |      | 62,5            | 68,9                            | 1867              | 20-й по высоте маяк в мире. Архивная копия от 4 марта 2021 на Wayback Machine |
| Морро-Хабле         | Канарские острова, Лас-Пальмас, Фуэртевентура, Пахара                      |      | 59              | 62                              | 1992              | |
| Маспаломас          | Канарские острова, Гран-Канария, Маспаломас                                |      | 56              | 60                              | 1890              | |
| Башня Геркулеса     | Галисия, Ла-Корунья, Ла-Корунья                                            |      | 55              | 106                             | ок. 110           | Самый старый действующий маяк в мире, единственный ныне используемый древнеримский маяк. |
| Москартер           | Балеарские острова, Ивиса, Пуртинатш                                       |      | 52              | 93                              | 1978              | |
| Палос               | Мурсия, Кампо-де-Картахена, Картахена                                      |      | 51              | 81                              | 1865              | |
| Идальго             | Канарские острова, Санта-Крус-де-Тенерифе, Тенерифе                        |      | 50              | 52                              | 1994              | |
| Печигера            | Канарские острова, Лас-Пальмас, Лансароте, Яйса                            |      | 50              | 55                              | 1988              | С 1866 по 1988 год здесь работал маяк высотой 10 м. Он сохранён (см. фото) и объявлен достопримечательностью. |
| Лава                | Канарские острова, Санта-Крус-де-Тенерифе, Пальма, Тасакорте               |      | 48              | 51                              | 1996              | |
| Пуэрто-дель-Росарио | Канарские острова, Лас-Пальмас, Фуэртевентура, Пуэрто-дель-Росарио         |      | 43              | 48                              | 1992              | |
| Буэнависта          | Канарские острова, Санта-Крус-де-Тенерифе, Тенерифе, Буэнависта-дель-Норте |      | 40,5            | 76,5                            | 1997              | |
| Пунта-Абона         | Канарские острова, Санта-Крус-де-Тенерифе, Тенерифе, Арико                 |      | 39              | 54                              | 1902              | В 1978 г. мощность маяка была увеличена с 16 до 28,5 миль. |
| Нарига              | Галисия, Ла-Корунья, Бергантиньос, Мальпика-де-Бергантиньос                |      | 39              | 55                              | 1998              | |
| Аренас Бланкас      | Канарские острова, Лас-Пальмас, Пальма, Вилья-де-Масо                      |      | 38              | 46                              | 1997              | |
| Айре                | Балеарские острова, Сан-Луис, Айре                                         |      | 38              | 53                              | 1860              | |
| Портопи             | Балеарские острова, Мальорка, Пальма, Поньенте, Портопи                    |      | 38              | 41                              | 1617              | На 1617 г. — третий по высоте маяк в мире (после испанской же Башни Геркулеса и итальянской Ла Лантерны). Предшественник этого маяка, бывший гораздо меньшего размера и находившийся чуть в стороне, работал здесь с 1300 г. |
| Маяк Торредембарры  | Каталония, Таррагона, Таррагонес, Торредембарра                            |      | 38              | 58                              | 2000              | С 1987 по 2000 год этот маяк работал чуть в стороне, где высота огня над уровнем моря была ниже. На нынешнем месте начал работу в 00 ч. 00 мин. 1 января 2000 г.                                                             |
| Сан-Себастьян       | Андалусия, Кадис, Кадис, порт Кадиса, Сан-Себастьян                        |      | 37              | 39                              | 1913              | Маяк на этом месте находился в 70 м от нынешнего, был ниже и слабее его, работал минимум с XVI в. |
| Малага              | Андалусия, Малага, Малага — Коста-дель-Соль, Малага, порт Малаги           |      | 37              | 38                              | 1817              | Один из двух маяков Испании, названных женским именем (второй — «Морской фонарь», имеет высоту 6 м и в данный список не включён).                                                                                            |
| Нулес               | Валенсия, Кастельон, Плана-Баха, Нулес                                     |      | 36              | 38                              | 1992              | Один из двух маяков Испании, полностью спроектированный женщинами (второй — Ирта, имеет высоту 28 м и в данный список не включён).                                                                                           |
| Артрутш             | Балеарские острова, Менорка, Сьюдадела                                     |      | 34              | 45                              | 1859              | |
| Трафальгар          | Андалусия, Кадис, Ла-Ханда, Барбате                                        |      | 34              | 51                              | 1862              | |
| Кумплида            | Канарские острова, Санта-Крус-де-Тенерифе, Пальма, Барловенто              |      | 34              | 63                              | 1867              | |
| Тарифа              | Андалусия, Кадис, Кампо-де-Гибралтар, Тарифа                               |      | 33              | 41                              | 1854              | |
| Пунта-Раска         | Канарские острова, Санта-Крус-де-Тенерифе, Тенерифе, Арона                 |      | 32              | 51                              | 1899              | |
| Сабиналь            | Андалусия, Альмерия, Поньенте-Альмерьенсе, Эль-Эхидо                       |      | 32              | 34                              | 1863              | |
| Льобрегат           | Каталония, Барселона, Барселона, Порт Барселоны                            |      | 31              | 32                              | 1852              | С 1906 г. выполняет второстепенную функцию, дублируемый маяком Монжуик (высота 13 м, поэтому в данный список не включён). |

Примечательные маяки ниже 30 м
| Название   | Местонахождение                                       | Фото | Высота башни, м | Высота огня над уровнем моря, м | Год начала работы | Комментарии, ссылки                                                                                        |
| ---------- | ----------------------------------------------------- | ---- | --------------- | ------------------------------- | ----------------- | --- |
| Калабуррас | Андалусия, Малага, Коста-дель-Соль-Оксиденталь, Михас |      | 25              | 46                              | 1928              | С 1863 по 1928 год на этом месте работал более низкий и слабый маяк. Первый воздушно-морской маяк Испании. |